# Clubiona bagerhatensis
Espèce
Clubiona bagerhatensis est une espèce d'araignées aranéomorphes de la famille des Clubionidae.

## Distribution
Cette espèce est endémique du Bangladesh.

## Étymologie
Son nom d'espèce, composé de bagerhat et du suffixe latin -ensis, « qui vit dans, qui habite », lui a été donné en référence au lieu de sa découverte, Bagerhat Sadar.

## Publication originale
- Biswas & Raychaudhuri, 1996 "1994" : Clubionid spiders of Bangladesh - I: Genus Clubiona Latreille. Proceedings of recent Advances in Life Science, Dibrugarh University, vol. 1, p. 191-210.